# Monique Renault
Monique Renault (Rennes, 1939) is een animator en regisseur van tekenfilms. 
Haar werk is gebaseerd op kleurpotlood op papier. Ze begon met het maken van tekenfilms over de sociale thema's uit de jaren zeventig en tachtig zoals vrouwenemancipatie en pacifisme: Zij was een van de eerste vrouwelijke animatoren die sinds de jaren 70 openlijk onderwerpen als seksualiteit van vrouwen, gender en vooroordelen besprak. Het Zwitserse Fantoche festival schreef dat door haar scherpe gevoel voor humor en ironie haar films niet alleen geestverruimend, maar ook ontwapenend grappig waren. In later werk komen ook culturele thema's zoals dans naar voren. Een constante in haar werk is humor. 
Renault heeft voor haar tekenfilms verscheidene prijzen gewonnen, waaronder een Gouden Beer voor Pas à Deux in 1989.

## Biografie
Monique Renault is geboren in 1939 in Rennes (Frankrijk). Ze studeerde aan de École Nationale Superieure des Beaux Arts in Rennes en in Parijs. In 1966 kreeg zij een beurs voor een studie als animator in Praag. Daarna werkte zij onder meer met Peter Földes en Sarah Mallinson. In 1972 werd ze chefanimator bij AAA Studio in Parijs. In 1976 ging naar Amsterdam en verkreeg de Nederlandse nationaliteit. Vanaf toen werkte ze als onafhankelijk animator en regisseur van tekenfilms. Ze gaf ook workshops voor kinderen in het maken van animatiefilms.
Ze was getrouwd met documentaire-filmer Jochgem van Dijk en heeft een zoon.

## Films
- El Condor Pasa (1971), regie Monique Renault, Sarah Mallinson
- Psychoderche (1972), animatie & regie Monique Renault
- À la votre (1973), animatie & regie Monique Renault
- Swiss graffiti (1975), animatie & regie Monique Renault, Jacquline Veuve
- Salut Marie (1978), animatie & regie Monique Renault
- Borderline 1 & 2 (1981), regie Monique Renault
- Weg ermee! (1982), animatie & regie Monique Renault
- Long live the s. revolution (1983), regie Ellen Meske, Monique Renault
- Hands off (Blijf van mijn lijf) (1985), regie Monique Renault
- All men are created equal (1987), regie Monique Renault
- Pas à Deux (1988), animatie & regie Gerrit van Dijk, Monique Renault, aan wie de lichte en speelse toon moet worden toegeschreven.[5] Zij tekende de heren, terwijl Van Dijk de dames deed. [6]
- La donna e mobile (1993), animatie & regie Monique Renault[7]
- L'alliance (1995), animatie & regie Monique Renault
- Les ambulantes (1997), animatie & regie Monique Renault
- Holy smoke (2000), regie Monique Renault